# Liste der Kulturdenkmäler in Hamburg-Hoheluft-West
Die Liste der Kulturdenkmäler in Hamburg-Hoheluft-West enthält die in der Denkmalliste ausgewiesenen Denkmäler auf dem Gebiet des Stadtteils Hoheluft-West der Freien und Hansestadt Hamburg.
Basis ist der Datensatz Denkmalliste Hamburg auf dem Transparenzportal Hamburg. Dieser enthält alle Objekte, die rechtskräftig nach dem Hamburger Denkmalschutzgesetz vom 5. April 2013 unter Denkmalschutz stehen (§ 6 Abs. 1 DSchG HA) oder zumindest zeitweise standen. Die Denkmalliste steht auch als PDF-Dokument zur Verfügung. Alle Denkmäler in Hoheluft-West, die schon nach dem Denkmalschutzgesetz vom 3. Dezember 1973, zuletzt geändert am 27. November 2007, unter Denkmalschutz standen, sind auch auf der Liste der Kulturdenkmäler im Hamburger Bezirk Eimsbüttel zu finden.

## Legende
- ID: Gibt die vom Denkmalschutzamt Hamburg vergebene Objekt-ID (Identifikationsnummer) des Kulturdenkmals an, (in Klammern gegebenenfalls die Denkmalnummer nach altem Denkmalschutzgesetz).
- Adresse: Nennt den Straßennamen und, wenn vorhanden, die Hausnummer des Kulturdenkmals. Die Grundsortierung der Liste erfolgt nach dieser Adresse.
- Art: Zeigt an, ob es ein Objekt („O“) oder ein Ensemble („E“) ist.
- Datierung: Gibt die Datierung an; das Jahr der Fertigstellung bzw. den Zeitraum der Errichtung.
- Ensemble: Gibt die Nummer des Ensembles an, zu der das Objekt gehört, bzw. bei Ensembles die Nummer des Ensembles selbst.

Hinweis: Die Grundsortierung der Liste erfolgt nach der Adresse und ist alternativ nach ID, Art (Objekt oder Ensemble), Typ, Datierung, Entwurf oder Kurzbeschreibung sortierbar.

| ID           | Adresse | Art | Typ                                         | Kurzbeschreibung                                                                                                | Datierung            | Entwurf                                                   | Ensemble | Bild           |
| ------------ | --- | --- | ------------------------------------------- | --- | -------------------- | --------------------------------------------------------- | -------- | -------------- |
| 30691        | Bismarckstraße 90, Gneisenaustraße 5, 7, 9, 11, 13, 15, 17, 19, 21, 23, 25, 27, 29, 31, 33, o.Nr. (Lage)                                                                                               | E   |                                             | Gneisenaustraße / Bismarckstraße                                                                                |                      |                                                           | 30691    |                |
| 19801        | Bismarckstraße 90 (Lage) | O   | Mehrfamilienhaus (mit Laden, vermutl.)      | | 1911                 | Schröder, Emil                                            | 30691    |                |
| 30643        | Bismarckstraße 98, Eppendorfer Weg 166, Kottwitzstraße 4, 5, 6, 7, 8, 9, 10, 11, 12, 13, 14, 15, 16, 17, 18, 19, 20, 22, 25, 26, 27, 28, 29, 30, 31, 32, 33, 34, 35, 36, 37, 38, 39, 40, 42, 44 (Lage) | E   |                                             | Bismarckstraße / Eppendorfer Weg / Kottwitzstraße                                                               |                      |                                                           | 30643    | BW             |
| 19792        | Bismarckstraße 98 (Lage) | O   | Etagenhaus (mit Laden)                      | | 1911/1912            | Schröder, Emil                                            | 30643    | weitere Bilder |
| 30694        | Christian-Förster-Straße 18, 18a, 20, 20a, Heckscherstraße 37, 37a, 39, 39a (Lage) | E   |                                             | Passagen Christian-Förster Straße / Heckscherstraße                                                             |                      |                                                           | 30694    | weitere Bilder |
| 19848        | Christian-Förster-Straße 18 (Lage) | O   | Wohngebäude (Vorderhaus, Wohnpassage)       | | 1909–1910            | Nagel & Dehmlow (Nagel, T./Dehmlow, Ernst)                | 30694    |                |
| 19842        | Christian-Förster-Straße 18a (Lage) | O   | Wohngebäude (Hofbebauung, Wohnpassage)      | | 1909–1910            | Nagel & Dehmlow (Nagel, T./Dehmlow, Ernst)                | 30694    |                |
| 19812        | Christian-Förster-Straße 19, 21 (Lage) | O   | Schule (Volksschule)                        | Gymnasium Hoheluft (vorher Schule Christian-Förster-Straße)                                                     | 1906–1907            | Hochbauabteilung (Necker [Bauinspektor])                  |          | weitere Bilder |
| 19844        | Christian-Förster-Straße 20 (Lage) | O   | Wohngebäude (Vorderhaus, Wohnpassage)       | | 1909–1910            | Nagel & Dehmlow (Nagel, T./Dehmlow, Ernst)                | 30694    |                |
| 19843        | Christian-Förster-Straße 20a (Lage) | O   | Wohngebäude (Hofbebauung, Wohnpassage)      | | 1909–1910            | Nagel & Dehmlow (Nagel, T./Dehmlow, Ernst)                | 30694    |                |
| 19467 (1530) | Christian-Förster-Straße 21 (Lage) | O   | Grenzstein                                  | | 1802                 |                                                           |          | weitere Bilder |
| 29070        | Christian-Förster-Straße 33a (Lage) | O   | Grenzstein                                  | | 1910, vermutl.       |                                                           |          | weitere Bilder |
| 29071        | Christian-Förster-Straße 33a (Lage) | O   | Grenzstein                                  | | 1910, vermutl.       |                                                           |          | weitere Bilder |
| 19791        | Eppendorfer Weg 166 (Lage) | O   | Etagenhaus (mit Laden)                      | | 1908–1909            | Frühauf, Carl Heinrich                                    | 30643    |                |
| 30693        | Eppendorfer Weg 174, 176, Roonstraße 5, 7, 9, 11, 13, 15, 17, 18, 19, 20, 21, 22, 23, 24, 25, 26, 27, 28, 29, 30, 31, 32, 33, 34, 35, 36, 37, 38, 39, 40, 41, o.Nr. (Lage)                             | E   |                                             | Roonstraße / Eppendorfer Weg                                                                                    |                      |                                                           | 30693    |                |
| 18483        | Eppendorfer Weg 174 (Lage) | O   | Etagenhaus (mit Laden)                      | | 1901/1902            | Tessen, Carl                                              | 30693    |                |
| 18485        | Eppendorfer Weg 176 (Lage) | O   | Mehrfamilienhaus (mit Gaststätte und Laden) | | 1900–1902 (vermutl.) | nicht ermittelbar                                         | 30693    |                |
| 19469        | Eppendorfer Weg 215 (Lage) | O   | Mehrfamilienhaus (mit Laden)                | | 1902/1903            | Lindner, Friedrich Otto                                   |          |                |
| 29014        | Gärtnerstraße 22 (Lage) | O   | Grenzstein                                  | | 1910, vermutl.       |                                                           |          | weitere Bilder |
| 29015        | Gärtnerstraße 28 (Lage) | O   | Grenzstein                                  | | 1910, vermutl.       |                                                           |          | weitere Bilder |
| 29013        | Gärtnerstraße 30 (Lage) | O   | Grenzstein                                  | | 1910, vermutl.       |                                                           |          | weitere Bilder |
| 19798        | Gneisenaustraße 5 (Lage) | O   | Etagenhaus                                  | | 1911–1912            | Schröder, Emil                                            | 30691    | BW             |
| 19800        | Gneisenaustraße 7, 9 (Lage) | O   | Etagenhaus                                  | | 1909                 | Kruse, H.                                                 | 30691    | BW             |
| 19794        | Gneisenaustraße 11, 13 (Lage) | O   | Etagenhaus                                  | | 1909–1910            | Kruse, H.                                                 | 30691    | BW             |
| 19796        | Gneisenaustraße 15 (Lage) | O   | Etagenhaus                                  | | 1909                 | Mehr, Franz                                               | 30691    |                |
| 19795        | Gneisenaustraße 17 (Lage) | O   | Etagenhaus (mit Laden)                      | | 1909–1910            | Kruse, H.                                                 | 30691    | BW             |
| 19805        | Gneisenaustraße 19 (Lage) | O   | Etagenhaus (mit Laden)                      | | 1909–1910            | Kruse, H.                                                 | 30691    | BW             |
| 19797        | Gneisenaustraße 21, 23 (Lage) | O   | Etagenhaus                                  | | 1909–1910            | Lindhorst, Albert                                         | 30691    |                |
| 19804        | Gneisenaustraße 25, 27 (Lage) | O   | Etagenhaus                                  | | 1909–1910            | Lindhorst, Albert                                         | 30691    |                |
| 19803        | Gneisenaustraße 29, 31 (Lage) | O   | Etagenhaus                                  | | 1909–1910            | Lindhorst, Albert                                         | 30691    |                |
| 19802        | Gneisenaustraße 33 (Lage) | O   | Etagenhaus                                  | | 1909–1910            | Schumek/Würdemann                                         | 30691    | BW             |
| 19799        | Gneisenaustraße o.Nr. (Lage) | O   | Straßenpflaster                             | | 1912                 |                                                           | 30691    |                |
| 19849        | Heckscherstraße 37 (Lage) | O   | Wohngebäude (Vorderhaus, Wohnpassage)       | | 1909–1910            | Nagel & Dehmlow (Nagel, T./Dehmlow, Ernst)                | 30694    |                |
| 19845        | Heckscherstraße 37a (Lage) | O   | Wohngebäude (Hofbebauung, Wohnpassage)      | | 1909–1910            | Nagel & Dehmlow (Nagel, T./Dehmlow, Ernst)                | 30694    |                |
| 19847        | Heckscherstraße 39 (Lage) | O   | Wohngebäude (Vorderhaus, Wohnpassage)       | | 1909–1910            | Nagel & Dehmlow (Nagel, T./Dehmlow, Ernst)                | 30694    |                |
| 19846        | Heckscherstraße 39a (Lage) | O   | Wohngebäude (Hofbebauung, Wohnpassage)      | | 1909–1910            | Nagel & Dehmlow (Nagel, T./Dehmlow, Ernst)                | 30694    |                |
| 29567 (781)  | Hoheluftchaussee 95, 95a (Lage) | O   | Fabrikanlage (Tabakfabrik)                  | Hoheluftchaussee 95, 95a, ehem. Tabakfabrik, Fabrikgebäude, Nebengebäude, gepflasterte Hofzufahrt und Gittertor | 1902–1909            | Schrader, Gustav                                          |          | weitere Bilder |
| 29546 (1644) | Hoheluftchaussee 117, 119 (Lage) | O   | Motel                                       | Hoheluftchaussee 117/119, Motel mit Außenanlagen                                                                | 1952–1958            | Schmedje, Herbert                                         |          | weitere Bilder |
| 19468 (1529) | Hoheluftchaussee o.Nr. (Lage) | O   | Grenzstein                                  | | 1788                 |                                                           |          |                |
| 19785        | Kottwitzstraße 4, 6 (Lage) | O   | Etagenhaus                                  | | 1911–1913            | Harries, Hinrich Johann Friedrich; Frühauf, Carl Heinrich | 30643    | weitere Bilder |
| 19781        | Kottwitzstraße 5 (Lage) | O   | Etagenhaus                                  | | 1912–1913            | Schröder, Emil                                            | 30643    | weitere Bilder |
| 19780        | Kottwitzstraße 7 (Lage) | O   | Etagenhaus                                  | | 1911–1912            | Pierstorff & Plötz (Pierstorff, Ulrich/Plötz, Carl)       | 30643    | weitere Bilder |
| 19779        | Kottwitzstraße 8 (Lage) | O   | Etagenhaus                                  | | 1911, um             |                                                           | 30643    |                |
| 19560        | Kottwitzstraße 9 (Lage) | O   | Etagenhaus                                  | | 1911–1912            | Pierstorff & Plötz (Pierstorff, Ulrich/Plötz, Carl)       | 30643    | weitere Bilder |
| 19412        | Kottwitzstraße 10 (Lage) | O   | Etagenhaus                                  | | 1905, um             |                                                           | 30643    |                |
| 19413 (1898) | Kottwitzstraße 11 (Lage) | O   | Etagenhaus                                  | | 1911–1913            | Winterfeldt, F.                                           | 30643    |                |
| 19471        | Kottwitzstraße 12 (Lage) | O   | Etagenhaus                                  | | 1909–1910            | Kruse, H.                                                 | 30643    |                |
| 19558        | Kottwitzstraße 13 (Lage) | O   | Etagenhaus                                  | | 1911–1912            | Winterfeldt, F.                                           | 30643    |                |
| 19562        | Kottwitzstraße 14 (Lage) | O   | Etagenhaus (mit Laden)                      | | 1909; 1950–1952      | Kruse, H.; Arnold, Carl (1950–1952)                       | 30643    |                |
| 19474        | Kottwitzstraße 15 (Lage) | O   | Etagenhaus                                  | | 1911–1912            | Frühauf, Carl Heinrich                                    | 30643    | weitere Bilder |
| 19778        | Kottwitzstraße 16 (Lage) | O   | Etagenhaus                                  | | 1909–1910            | Kruse, H.                                                 | 30643    |                |
| 19473        | Kottwitzstraße 17, 19 (Lage) | O   | Etagenhaus                                  | | 1910–1911            | Lindhorst, Albert                                         | 30643    |                |
| 19414        | Kottwitzstraße 18 (Lage) | O   | Etagenhaus                                  | | 1909–1910            | Kruse, H.                                                 | 30643    | weitere Bilder |
| 19775        | Kottwitzstraße 20 (Lage) | O   | Etagenhaus (mit Laden)                      | | 1909–1910            | Kruse, H.                                                 | 30643    | weitere Bilder |
| 19786        | Kottwitzstraße 22, 26 (Lage) | O   | Etagenhaus                                  | | 1951                 | Baumann, Walter                                           | 30643    |                |
| 19784        | Kottwitzstraße 25 (Lage) | O   | Etagenhaus                                  | | 1909–1910            | Schröder, August                                          | 30643    |                |
| 19790        | Kottwitzstraße 27 (Lage) | O   | Etagenhaus                                  | | 1909–1910            | Schröder, August                                          | 30643    |                |
| 19559        | Kottwitzstraße 28 (Lage) | O   | Etagenhaus (mit Laden)                      | | 1909–1910            | Kruse, H.                                                 | 30643    | weitere Bilder |
| 19783        | Kottwitzstraße 29 (Lage) | O   | Etagenhaus                                  | | 1909–1910            | Jahnke, Hermann J.                                        | 30643    |                |
| 19777        | Kottwitzstraße 30 (Lage) | O   | Etagenhaus                                  | | 1909–1911            | Kruse, H.                                                 | 30643    | weitere Bilder |
| 19782        | Kottwitzstraße 31 (Lage) | O   | Etagenhaus                                  | | 1909–1910            | Jahnke, Hermann J.                                        | 30643    |                |
| 19793        | Kottwitzstraße 32, 34 (Lage) | O   | Etagenhaus (mit Laden)                      | | 1909–1910            | Lindhorst, Albert                                         | 30643    |                |
| 19789        | Kottwitzstraße 33, 35 (Lage) | O   | Mehrfamilienhaus                            | | 1955, um             | nicht ermittelt                                           | 30643    |                |
| 19787        | Kottwitzstraße 36 (Lage) | O   | Etagenhaus (mit Laden)                      | | 1909–1910            | Pierstorff & Plötz (Pierstorff, Ulrich/Plötz, Carl)       | 30643    |                |
| 19472        | Kottwitzstraße 37, 39 (Lage) | O   | Etagenhaus                                  | | 1909                 | Olesen, Johannes                                          | 30643    |                |
| 19470        | Kottwitzstraße 38 (Lage) | O   | Etagenhaus (mit Laden)                      | | 1909–1910            | Pierstorff & Plötz (Pierstorff, Ulrich/Plötz, Carl)       | 30643    |                |
| 19561        | Kottwitzstraße 40 (Lage) | O   | Etagenhaus                                  | | 1909–1910            | Pierstorff & Plötz (Pierstorff, Ulrich/Plötz, Carl)       | 30643    | weitere Bilder |
| 19788        | Kottwitzstraße 42 (Lage) | O   | Etagenhaus                                  | | 1909–1910            | Pierstorff & Plötz (Pierstorff, Ulrich/Plötz, Carl)       | 30643    | weitere Bilder |
| 19776        | Kottwitzstraße 44 (Lage) | O   | Etagenhaus                                  | | 1909–1910            | Pierstorff & Plötz (Pierstorff, Ulrich/Plötz, Carl)       | 30643    |                |
| 30692        | Mansteinstraße 3, 5, 7, 9, 11, 13, 15, 17, 19, 21, 23, 25, 27, 29, 31, 33, 35, 37, 39, 41 (Lage) | E   |                                             | Mansteinstraße 3-41                                                                                             |                      |                                                           | 30692    |                |
| 19817        | Mansteinstraße 3 (Lage) | O   | Etagenhaus                                  | | 1911–1912            | Schaper, Erich                                            | 30692    |                |
| 19823        | Mansteinstraße 5 (Lage) | O   | Etagenhaus (mit Laden)                      | | 1898–1899            | Muxfeldt, H. C./Findeisen, H.                             | 30692    |                |
| 19816        | Mansteinstraße 7 (Lage) | O   | Etagenhaus (mit Laden)                      | | 1898–1899            | Findeisen, H.                                             | 30692    |                |
| 19811        | Mansteinstraße 9 (Lage) | O   | Etagenhaus (mit Laden)                      | | 1903–1904            | Mehr, Franz                                               | 30692    |                |
| 19810        | Mansteinstraße 11 (Lage) | O   | Etagenhaus                                  | | 1904                 | Mehr, Franz                                               | 30692    |                |
| 19815        | Mansteinstraße 13, 15 (Lage) | O   | Etagenhaus                                  | | 1904                 | Lindhorst, Albert                                         | 30692    |                |
| 19806        | Mansteinstraße 17 (Lage) | O   | Etagenhaus                                  | | 1956                 | Eickemeyer, K., Rabach, Otto                              | 30692    |                |
| 19813        | Mansteinstraße 19 (Lage) | O   | Etagenhaus                                  | | 1956                 | Eickemeyer, K., Rabach, Otto                              | 30692    |                |
| 19814        | Mansteinstraße 21 (Lage) | O   | Etagenhaus                                  | | 1904                 |                                                           | 30692    |                |
| 19809        | Mansteinstraße 23 (Lage) | O   | Etagenhaus                                  | | 1904                 | Lindhorst, Albert                                         | 30692    |                |
| 19808        | Mansteinstraße 25 (Lage) | O   | Etagenhaus                                  | | 1904                 | Lindhorst, Albert                                         | 30692    |                |
| 19822        | Mansteinstraße 27 (Lage) | O   | Etagenhaus                                  | | 1904–1905; 1946–1949 | Lindhorst, Albert                                         | 30692    |                |
| 19821        | Mansteinstraße 29 (Lage) | O   | Etagenhaus                                  | | 1904–1905            | Lindhorst, Albert                                         | 30692    |                |
| 19824        | Mansteinstraße 31 (Lage) | O   | Etagenhaus                                  | | 1904–1905            | Lindhorst, Albert                                         | 30692    |                |
| 19820        | Mansteinstraße 33 (Lage) | O   | Etagenhaus                                  | | 1904–1905; 1949–1950 | Lindhorst, Albert                                         | 30692    |                |
| 19819        | Mansteinstraße 35, 37 (Lage) | O   | Etagenhaus                                  | | 1904–1905            | Lindhorst, Albert                                         | 30692    |                |
| 19818        | Mansteinstraße 39 (Lage) | O   | Etagenhaus                                  | | 1896–1898            | Dehn, C.                                                  | 30692    |                |
| 19807        | Mansteinstraße 41 (Lage) | O   | Etagenhaus                                  | | 1900, um             | nicht ermittelbar                                         | 30692    |                |
| 18487        | Roonstraße 5 (Lage) | O   | Etagenhaus (mit Laden)                      | | 1902–1904            | Krümicken, Wilhelm; Tessen, C.                            | 30693    |                |
| 18486        | Roonstraße 7 (Lage) | O   | Etagenhaus                                  | | 1902                 | Kaune, Heinrich                                           | 30693    |                |
| 19833        | Roonstraße 9 (Lage) | O   | Etagenhaus                                  | | 1902                 | Kaune, Heinrich                                           | 30693    |                |
| 18493        | Roonstraße 11 (Lage) | O   | Etagenhaus                                  | | 1903                 | Kaune, Heinrich                                           | 30693    | BW             |
| 19825        | Roonstraße 13 (Lage) | O   | Etagenhaus                                  | | 1902–1906            | Krümicken, Wilhelm                                        | 30693    |                |
| 19837        | Roonstraße 15 (Lage) | O   | Etagenhaus                                  | | 1902/1903            | Mehr, Franz                                               | 30693    |                |
| 19832        | Roonstraße 17 (Lage) | O   | Etagenhaus                                  | | 1902/1903            | Mehr, Franz                                               | 30693    |                |
| 18496        | Roonstraße 18 (Lage) | O   | Etagenhaus                                  | | 1901/1902            | Kreth, L.                                                 | 30693    |                |
| 19831        | Roonstraße 19 (Lage) | O   | Etagenhaus                                  | | 1901–1903            | Mehr, Franz                                               | 30693    | BW             |
| 18497        | Roonstraße 20 (Lage) | O   | Etagenhaus                                  | | 1901/1902            | Tessen, Carl                                              | 30693    | BW             |
| 18495        | Roonstraße 21 (Lage) | O   | Etagenhaus                                  | | 1959–1961            | Stuhde, Heinz                                             | 30693    |                |
| 18498        | Roonstraße 22 (Lage) | O   | Etagenhaus                                  | | 1901/1902            | Tessen, Carl                                              | 30693    |                |
| 19827        | Roonstraße 23 (Lage) | O   | Etagenhaus                                  | | 1901–1903 (vermutl.) | nicht ermittelbar                                         | 30693    | BW             |
| 19838        | Roonstraße 24 (Lage) | O   | Etagenhaus                                  | | 1901/1902            | Tessen, Carl                                              | 30693    | BW             |
| 18492        | Roonstraße 25 (Lage) | O   | Etagenhaus                                  | | 1904                 | Krünicken, Wilhelm                                        | 30693    | BW             |
| 19839        | Roonstraße 26 (Lage) | O   | Etagenhaus                                  | | 1901/1902            | Tessen, Carl                                              | 30693    |                |
| 19830        | Roonstraße 27 (Lage) | O   | Etagenhaus                                  | | 1901–1903            | Mehr, Franz                                               | 30693    | weitere Bilder |
| 19840        | Roonstraße 28 (Lage) | O   | Etagenhaus                                  | | 1901/1902            | Kording, Wilhelm                                          | 30693    | weitere Bilder |
| 19829        | Roonstraße 29 (Lage) | O   | Etagenhaus                                  | | 1901–1903            | Mehr, Franz                                               | 30693    | BW             |
| 19841        | Roonstraße 30 (Lage) | O   | Etagenhaus                                  | | 1901/1902            | Kording, Wilhelm                                          | 30693    |                |
| 19828        | Roonstraße 31 (Lage) | O   | Etagenhaus                                  | | 1902/1903            | Mehr, Franz                                               | 30693    | BW             |
| 14420        | Roonstraße 32 (Lage) | O   | Etagenhaus                                  | | 1901/1902            | Schäning, Wilhelm                                         | 30693    | weitere Bilder |
| 18491        | Roonstraße 33 (Lage) | O   | Etagenhaus                                  | | 1901/1902            | Mehr, Franz                                               | 30693    |                |
| 19836        | Roonstraße 34 (Lage) | O   | Etagenhaus                                  | | 1901–1903            | Grimm, John                                               | 30693    | BW             |
| 19834        | Roonstraße 35 (Lage) | O   | Etagenhaus                                  | | 1901/1902            | Mehr, Franz                                               | 30693    | BW             |
| 18494        | Roonstraße 36 (Lage) | O   | Etagenhaus                                  | | 1901–1903            | Möller, C. F.; Neumann                                    | 30693    | BW             |
| 19835        | Roonstraße 37 (Lage) | O   | Etagenhaus                                  | | 1901/1902            | Mehr, Franz                                               | 30693    | BW             |
| 19826        | Roonstraße 38 (Lage) | O   | Etagenhaus                                  | | 1901–1903            | Möller, C. F.                                             | 30693    |                |
| 18489        | Roonstraße 39 (Lage) | O   | Etagenhaus                                  | | 1901/1902            | Schlapkohl, A.                                            | 30693    |                |
| 18484        | Roonstraße 40 (Lage) | O   | Etagenhaus                                  | | 1901/1902            | Kording, Wilhelm                                          | 30693    |                |
| 18490        | Roonstraße 41 (Lage) | O   | Etagenhaus                                  | | 1901–1903            | Bauer, O.; Krümichen, Wilhelm                             | 30693    | BW             |
| 18488        | Roonstraße o.Nr. (Lage) | O   | Straßenpflaster                             | | 1903                 |                                                           | 30693    |                |